# Karl Haushofer
Pour les articles homonymes, voir Haushofer.
Karl Haushofer, né le 27 août 1869 à Munich et mort le 10 mars 1946 à Pähl (Haute-Bavière), est l'un des plus importants théoriciens de la géopolitique allemande de la première moitié du XXe siècle.
Certains de ses travaux, notamment ceux qui abordent la notion d'espace vital, sont repris et réinterprétés par une partie des penseurs du nazisme, bien que lui-même n'ait jamais été membre de ce parti.

## Biographie

### Jeunesse et études
Karl Haushofer est issu d'une famille d'artistes et d'universitaires.
Après la Première Guerre mondiale, il entreprend des études de géographie. En 1919, il obtient, avec son doctorat de géographie, un poste à l'université de Munich.
Il épouse en 1886 Martha Mayer-Doss, dont la famille est munichoise, son père est d'origine juive. Ils auront deux fils : Albrecht, né en 1903, et Heinz, né en 1906.

### Parcours professionnel
En 1887, il commence une carrière militaire au sein de l'armée du royaume de Bavière.
En 1908 et 1909, il est envoyé par l'état-major bavarois au Japon pour y étudier l'armée japonaise qui vient d'être victorieuse contre la Russie. Le 19 novembre 1909, il est reçu par l'empereur Meiji (Mutsuhito). Très impressionné par ce voyage, Karl Haushofer fait paraître en 1913 son premier grand ouvrage, Dai Nihon (Le Grand Japon), affirmant ainsi son engouement pour ce pays.
Une grave infection des poumons, qui le retient une année à Davos ou à Arosa, favorise par son éloignement de l'armée son passage aux sciences. Il participe à la Première Guerre mondiale et termine le conflit avec le grade de Generalmajor.

### Seconde Guerre mondiale
Dès 1938, l'influence de Haushofer faiblit considérablement. Cependant, jusqu'en 1943, ses travaux constituent une source d'inspiration pour les dirigeants de la politique étrangère du Reich, alors en expansion.
En 1938, Karl Haushofer dirige l'Institut de Géopolitique de Munich qui emploie un millier de collaborateurs. Cet organe dépend du régime nazi qu'il conseille. Life Magazine lui consacre alors un long article dans son édition de novembre.
Après le départ de Hess pour l'Angleterre, le 10 mai 1941, sa famille et lui-même deviennent suspects. Son fils Albrecht (par ailleurs homosexuel), professeur à l'université de Berlin et collaborateur du cabinet du ministre des affaires étrangères, Joachim von Ribbentrop, est brièvement arrêté. Karl Haushofer est, lui également, convoqué par la Gestapo.
Après la tentative d'assassinat de Hitler du 20 juillet 1944, la Gestapo fait interner Karl Haushofer, privé de la protection de Rudolf Hess, à Dachau tandis qu'Albrecht Haushofer, son fils, lié aux conspirateurs, disparaît dans la clandestinité. Ce dernier est toutefois arrêté quatre mois plus tard. Deux semaines avant la fin du conflit, un commando SS l'exécute, de nuit en pleine rue. On retrouve sur lui le recueil de poèmes Les sonnets de Moabit — du nom de la prison berlinoise où il a été incarcéré — qui est considéré comme un témoignage important de la littérature résistante allemande.

### Fin de carrière
Après l'effondrement du Troisième Reich, Haushofer est interrogé par des officiers américains. Il fut considéré comme l'un des inspirateurs du nazisme, mais comme il n'avait pas été directement impliqué dans les crimes du régime, le père jésuite Edmund A. Walsh, directeur de l'École des affaires étrangères de l'université de Georgetown, donne un avis négatif à sa mise en accusation au procès de Nuremberg ; en revanche, Haushofer est contraint de témoigner au procès de Rudolf Hess.
Déchu de son titre de professeur honoraire, privé de sa pension, il se suicide le 10 mars 1946 en compagnie de son épouse Martha, dans leur propriété du Hartschimmel, près de Munich. Tous deux boivent de l'arsenic et sa femme se pendit ensuite à une branche d'arbre,.
Haushofer a laissé une carte détaillée pour aider son fils, Heinz (de), à retrouver les corps. Dans une note de suicide, il a déclaré qu'il ne voulait « aucune forme de funérailles nationales ou religieuses, pas de nécrologie, d'épitaphe ou d'identification de ma tombe... Je veux être oublié et oublié ».

## Pensée

### Zeitschrift für Geopolitik
Influencé par les travaux de Friedrich Ratzel, Rudolf Kjellén et Halford John Mackinder, Haushofer développe ses théories géopolitiques et fonde en 1924 la revue Zeitschrift für Geopolitik (La Revue de Géopolitique).
Ouverte aux chercheurs en géographie de nombreux pays, notamment l'Union soviétique, celle-ci obtient rapidement une audience internationale. S'adressant à un large public, la revue ne présente cependant que la position de la géopolitique allemande, les membres du comité de rédaction se montrant tous favorables à la révision des clauses territoriales des traités mettant un terme à la Première Guerre mondiale (traité de Versailles). Durant ces années, Haushofer souhaite faire de son approche « une science appliquée et opérationnelle ».
Ses thèses sur l'aire pacifique sont influencées par sa rencontre en Inde avec Lord Kitchener, qui prédit que tout affrontement entre le Royaume-Uni et l'Allemagne coûtera aux deux puissances leur influence dans le Pacifique, au profit de la puissance montante des États-Unis et du Japon.
Partisan d'une alliance avec l'Union soviétique, Haushofer la défend dans les colonnes de son journal; il réserve un accueil chaleureux au pacte germano-soviétique. Cohérent, il condamne ensuite le déclenchement de la guerre à l'Est, ce qui entraîne l'arrêt de la publication de son journal en 1941.

### Influence sur ses contemporains
L'écrivain Stefan Zweig fait mention de Haushofer comme étant une de ses rencontres les plus marquantes en Inde et comme un homme « qui a exercé sur l'histoire de notre époque une influence immense, même si elle ne s'est pas manifestée au grand jour ».
Il écrit que la culture de cet attaché militaire allemand « était universelle ».
Zweig considère que Haushofer est un des pionniers dans l'acquisition d'une pensée cohérente capable de donner à l'Allemagne « une position de force ». En effet, la paternité du terme d'« espace vital » (en allemand, der Lebensraum) lui est prêtée. Ce faisant, Haushofer aurait livré à l'idéologie du national-socialisme ce concept, lui fournissant par là même une assise décisive et prétendument morale dans ses développements futurs : « Hitler, en lui-même peu accessible aux idées d'autrui, possédait cependant dès le principe cet instinct de s'approprier tout ce qui pouvait servir ses buts personnels ; c'est pourquoi cette « géopolitique » aboutit chez lui et se réduisit à une politique nationale-socialiste, et il lui demanda tous les services qu'elle pouvait rendre à ses desseins. La technique du national-socialisme a toujours été de donner à ses instincts de puissance exclusivement égoïstes un fondement idéologique et pseudo-moral, et cette notion d'« espace vital » fournissait à sa volonté d'agression toute nue un petit manteau philosophique, un slogan qui paraissait inoffensif par le vague de sa définition et qui, en cas de succès, pouvait légitimer toute annexion, même la plus arbitraire, en la représentant comme une nécessité éthique et ethnologique. »
Le récit de Zweig concernant Haushofer, qu'il estime pour lui avoir fait connaître l'esprit de l'Orient, va jusqu'à évoquer son influence dans les termes suivants: « Ainsi, c'est bien mon vieux compagnon de voyage qui fut responsable, sans que je sache si c'était à dessein, du déplacement fondamental, et fatal pour le monde, de la stratégie de Hitler. » 
Zweig conclut sur la nature d'une telle extension donnée par la réalité à la pensée d'Haushofer « qu'il ne fait aucun doute que ce furent ses théories, plutôt que les conseillers les plus enragés de Hitler, qui poussèrent la politique agressive du national-socialisme, inconsciemment ou consciemment, à quitter le nationalisme étroit pour l'universel. Seule la postérité, avec une documentation meilleure que celle dont nous disposons, nous les contemporains, permettra de situer ce personnage à la place qui doit lui revenir dans l'histoire ».

## Haushofer et le nazisme
Haushofer est un intime de Rudolf Hess, un des plus proches collaborateurs d'Adolf Hitler. Karl Haushofer rencontre Hess lorsque ce dernier n'est encore qu'un étudiant à l'université de Munich. Il le met en relation avec les premiers membres du NSDAP. C'est ainsi que, à plusieurs reprises, Haushofer rencontre Hitler et l'intéresse à sa théorie de Lebensraum. En dépit de ces quelques rencontres, les rapports entre les deux hommes demeurent lointains et distants, notamment en raison de la femme de Haushofer, dont le père est juif.
L'influence de Haushofer sur le corpus idéologique nazi mis en place par Hitler à partir de 1920 se manifeste essentiellement par l'apport de l'idée de Lebensraum, que Hitler intègre dans son Mein Kampf en la déformant quelque peu. Cependant, cet apport n'est pas perceptible immédiatement : Hitler a assimilé les idées de Haushofer après sa libération à la fin de l'année 1924 mais ce n'est qu'à partir de 1928 qu'il intègre davantage la notion d'espace vital dans la définition de ce que doit être, selon lui, une politique étrangère national-socialiste.

Rudolf Hess protège, jusqu'en 1941, date de son départ en Grande-Bretagne, Haushofer et son épouse, descendante par son père d'une vieille lignée sépharade, et ses fils, considérés comme « quart-juifs » après la promulgation des lois de Nuremberg.

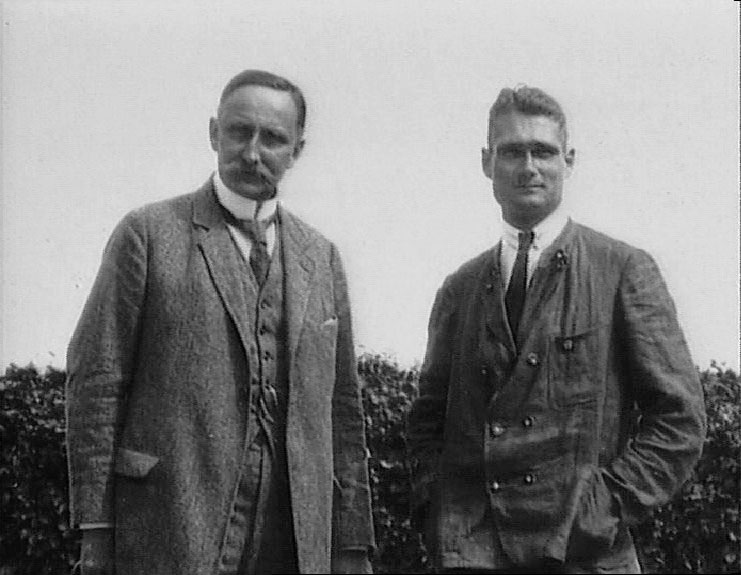
Haushofer en compagnie de Rudolf Hess, vers 1920.

## Débats et postérité

### Rôle dans l'élaboration de l'idéologie nazie
Karl Haushofer, en raison de sa proximité avec Rudolf Hess, a fait l'objet de spéculations relatives au rôle véritable qu'il aurait joué dans l'élaboration de l'idéologie nazie, puis à son rôle d'inspirateur de Hitler. De plus, la volonté du NSDAP de gommer ses liens avec les groupes völkisch radicaux proches du DAP à ses débuts a contribué à la mise en place d'une légende tenace, celui de la proximité entre Haushofer et le mouvement nazi à ses débuts.
Selon Aymeric Chauprade, Haushofer aurait été à l'origine de plusieurs concepts et conceptions géopolitiques du parti nazi, mais aurait eu une relation trop distante avec la hiérarchie nazie pour être considéré comme un géopolitologue nazi. La proximité avérée entre les thèses d'Haushofer et le nazisme auraient « contribu[é] néanmoins à disqualifier la géopolitique, et à rendre celle-ci infréquentable » pendant plusieurs décennies.

### Occultisme
Ainsi, portée par le succès du roman de Louis Pauwels et Jacques Bergier, Le Matin des magiciens, la rumeur fait de Karl Haushofer un membre important de la Société Thulé et de la société du Vril,. Cependant, cette appartenance à la société Thulé fait partie des légendes qui courent sur le personnage.
Il aurait été un admirateur de la théosophe et occultiste Helena Blavatsky.

### Haushofer et l'Asie
Karl Haushofer ne s'est jamais rendu au Tibet, contrairement à ce qu'écrit Louis Pauwels dans Le Matin des magiciens. Dans ce même ouvrage, Louis Pauwels attribue à Haushofer une influence ésotérique sur l'idéologie nazie ; utilisation du svastika, création du corps des SS, membre de sociétés secrètes ésotériques telles que l'ordre de Thulé et la société du Vril, ou encore contact avec l'ordre hermétique de l'Aube dorée. Ces assertions ont été réfutées par les travaux de Hans-Adolf Jacobsen (de), repris en France par le sociologue Stéphane François.

## Œuvres
- Dai Nihon, 1913
- Das japanische Reich in seiner geographischen Entwicklung, Wien, Seidel, 1921
- English Translation and Analysis of Major General Karl Ernst Haushofer's Geopolitics of the Pacific Ocean: Studies on the Relationship between Geography and History,  (ISBN 0-7734-7122-7)
- Geopolitik des Pazifischen Ozeans, 1925
- Bausteine zur Geopolitik, 1928
- Weltpolitik von heute, 1934
- Napoleon I., Lübeck : Coleman, 1935
- Kitchener, Lübeck : Coleman, 1935
- Foch, Lübeck : Coleman, 1935
- Weltmeere und Weltmächte, Berlin : "Zeitgeschichte" Verl., 1937
- Deutsche Kulturpolitik im indopazifischen Raum, Hamburg : Hoffmann u. Campe, 1939
- Grenzen in ihrer geographischen und politischen Bedeutung, Heidelberg ; Berlin ; Magdeburg : Vowinckel, 1939
- Wehr-Geopolitik : Geogr. Grundlagen e. Wehrkunde, Berlin : Junker u. Dünnhaupt, 1941
- Japan baut sein Reich, Berlin : Zeitgeschichte-Verl, 1941
- Das Werden des deutschen Volkes : Von d. Vielfalt d. Stämme zur Einheit d. Nation, Berlin : Propyläen-Verl., 1941
- Der Kontinentalblock : Mitteleuropa, Eurasien, Japan, Berlin : Eher, 1941
- Das Reich : Großdeutsches Werder im Abendland, Berlin : Habel, 1943
- Geopolitische Grundlagen, Verleger Berlin ; Wien : Industrieverl. Spaeth & Linde, 1939

### Traductions françaises
- Le Japon et les Japonais : géopolitique du Japon, préf. e trad. Georges Montandon, Paris, Payot, 1937, 299, [5] p. : ill., 28 cartes et 32 grav.
- De la Géopolitique, préf. Jean Klein, introd. Hans-Adolf Jacobsen, Paris, Fayard, 271 p., 1986  (ISBN 978-2213017327)
- L'analogie du développement politique et culturel en Italie, en Allemagne et au Japon, Nantes, Éditions Ars Magna, 88 p., 2021  (ISBN 978-2383560234)